# John Winslow
Le major-général John Winslow né le 10 mai 1703 et décédé le 17 avril 1774, descendant du colon anglais de Plymouth Edward Winslow, était un officier anglais durant la guerre de Sept Ans. 
La ville de Winslow (Maine) fut nommé à son honneur.

## Guerre de Sept Ans
En 1754, il fut promu major-général de la milice du gouverneur William Shirley du Massachusetts et en commande de 800 hommes qui furent envoyés à la rivière Kennebec dans l'État du Maine pour consolider les positions britanniques et empêcher les forces françaises et canadiennes de s'établir. Il y construit deux forts.
En 1755, il fut nommé lieutenant-colonel du régiment provincial pour assister le lieutenant-gouverneur Charles Lawrence de la Nouvelle-Écosse dans son désir de se débarrasser des Acadiens de sa province, et prit un rôle important dans la capture du fort Beauséjour au mois de juin 1755.